# Sfântul David
Sfântul David (în galeză: Dewi Sant; latină: Davidus; n. 512 d.Hr., Pembrokeshire, Țara Galilor, Regatul Unit – d. 589 d.Hr., St Davids⁠(d), Țara Galilor, Regatul Unit) a fost un episcop galez al Mynyw (acum St Davids⁠(en)[traduceți]) în timpul secolului al VI-lea. Este patronul Țării Galilor. David era originar din Țara Galilor și se știe o cantitate relativ mare de informații despre viața sa. Data nașterii sale este însă incertă: sugestiile variază între 462 și 512. În mod tradițional, se crede că este fiul Sfântului Non și nepotul lui Ceredig ap Cunedda, regele Ceredigionului. Analele galeze și-au plasat moartea la 569 de ani de la nașterea lui Hristos, dar datarea lui Phillimore a revizuit acest lucru la 601.